# Площадь Речного вокзала (Казань)
Пло́щадь Речно́го вокза́ла (тат. Елга вокзалы мəйданы) — площадь в центре Казани, Ново-Татарской слободе и Вахитовском районе города . 
Площадь расположена на тупиковом западном окончании улицы Девятаева (ранее - Портовая). Перед площадью от улицы Девятаева в северном направлении отходит улица Альфреда Халикова (бывшая набережная Речного вокзала), запланированная к преобразованию. в магистраль-часть Большого Казанского кольца .
Площадь была разбита и получила соответствующее название в начале 1960-х гг. вместе с сооружением вокзала нового Казанского речного порта.
Площадь имеет асфальтированную площадку с зелёной зоной в центре, а также зелёные зоны вокруг. До реконструкции вокзала и площади к Тысячелетию города в 2005 году зелёная зона в центре асфальтированной площадки имела овальную конфигурацию, которая в настоящее время  является прямоугольной. Въезд на асфальтированную площадку контролируется пунктом охраны и шлагбаумом. Севернее асфальтированной площадки расположен небольшой сквер с аллеями.
На площадь напротив окончания улицы Девятаева выходит внутренний фасад крупного главного здания речного вокзала. Также на площади находятся: небольшое пригородное здание вокзала в сквере, 2-этажное офисное здание республиканской судоходной компании Татфлот напротив сквера, небольшое служебное здание (ранее - предварительные кассы дальнего следования) и торговые павильоны между главным зданием и зданием Татфлота, кафе «Прибой» на южном углу с улицей Девятаева, торговые павильоны по обе стороны сквера и на северном углу с улицей Девятаева.
До реконструкции 2005 года ранее непосредственно на площади действовали конечная разворотная петля вокруг асфальтированной площадки и конечная остановка троллейбусного маршрута № 2 (в 1959-2008 гг.) и автобусного маршрута № 43 (недолгое время в конце 1970-х гг). В настоящее время конечная остановка троллейбусов № 3 (ранее № 20), № 5 (ранее № 21) и автобусов № 1, 6, 53, 54 находится в зелёной зоне перед площадью вместе с устроенными ранее разворотной петлёй и конечной остановкой трамвайного маршрута № 2 (ранее № 7) (с 1960 г.; ранее также действовали № 18 в 1995-2004 гг., № 23 в 2002-2003 гг., № 22 в 2004-2005 гг., № 3 в 2008 г.) и диспетчерской станцией электротранспорта. На асфальтированной площадке действует стоянка туристских и пригородно-междугородных автобусов, такси и личного автотранспорта.

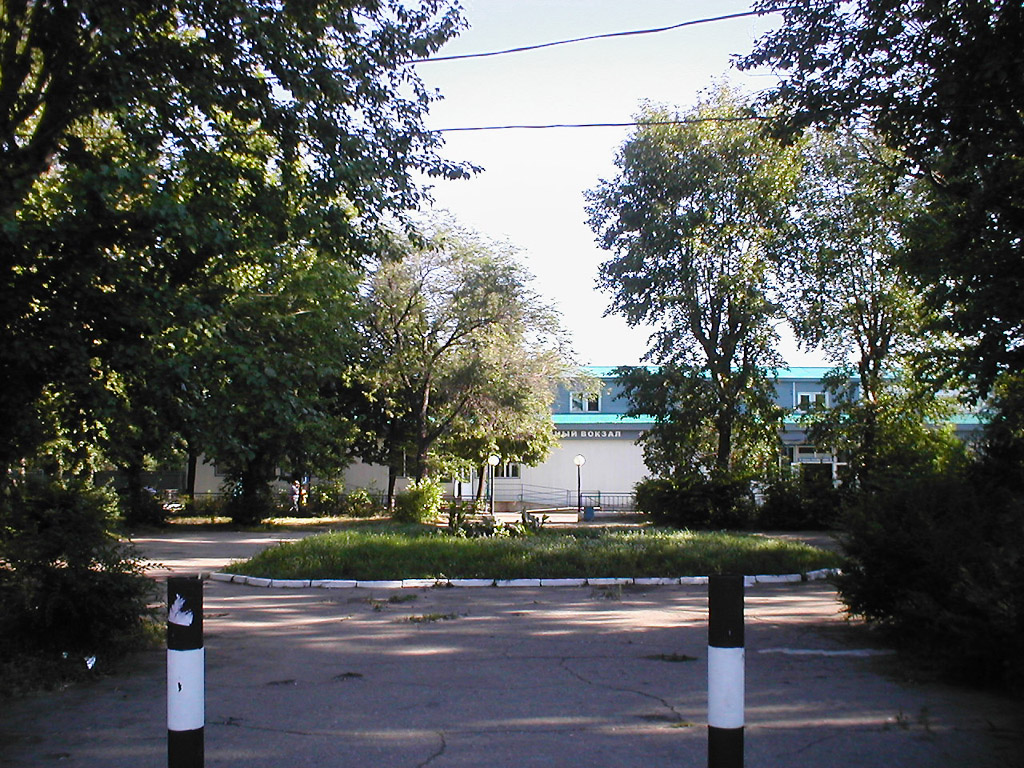
сквер у площади
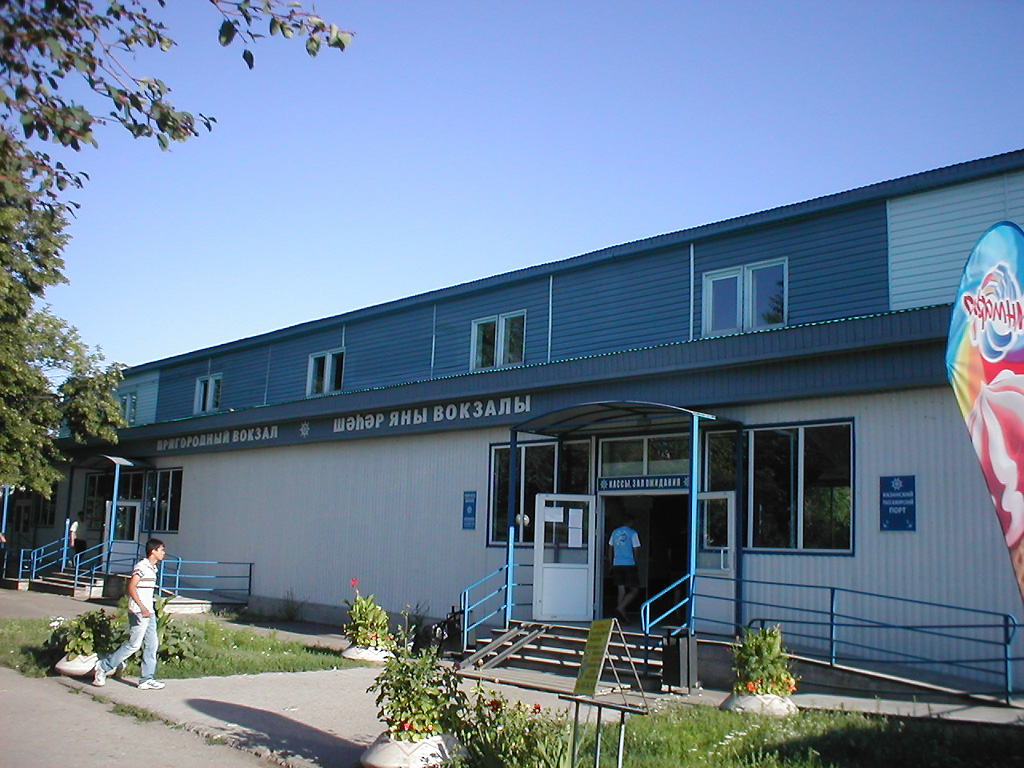
пригородное здание речного вокзала в сквере
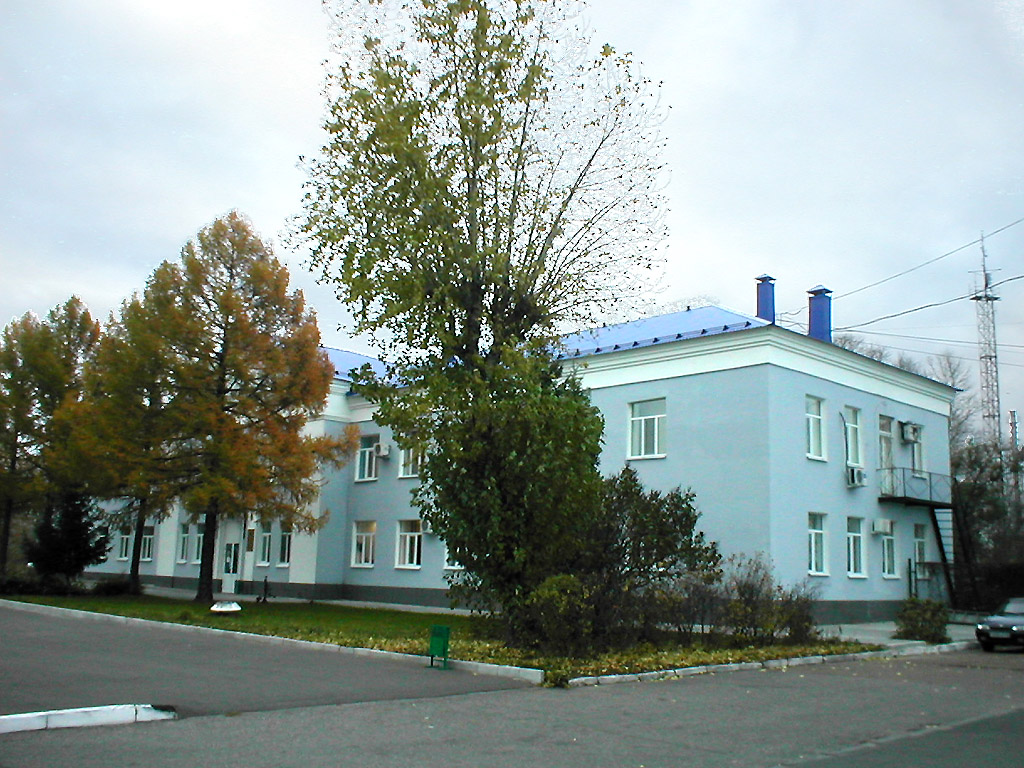
офисное здание Татфлота на площади